# Кунего, Доменико
Доменико Кунего (итал. Domenico Cunego; 1727—1794) — итальянский гравёр.
Изучал живопись у Феррари и только впоследствии занялся гравированием. Приобрёл известность многочисленными воспроизведениями картин знаменитых итальянских живописцев, исполненными иглой и грабштихелем, а иногда и чёрной манерой. Твёрдость рисунка, понимание гравируемого оригинала и лёгкость передачи его живописного впечатления являются достоинствами его работ, из числа следует назвать: «Страшный Суд», с Микеланджело, «Несение Креста», с Рафаэля, «Мария Магдалина», с Анны Карраччи, «Обрезание Господне», «Поклонение Волхвов» и «Взятие Богородицы на небо», с Г. Рени, «Тамерлан сажает Баязета в клетку», с А. Челести. Сыновья этого художника, Луиджи Кунего (род. в 1750) и Джузеппе Кунего (род. в 1760), также были гравёрами, но значительно уступали в мастерстве своему отцу.